# Sonata per pianoforte n. 13 (Beethoven)
La tredicesima sonata per pianoforte di Beethoven venne pubblicata insieme alla coeva Opera 27 Nr. 2 (cosiddetta "Sonata al Chiaro di Luna"). Ad entrambe l'autore diede l'appellativo di "Sonata quasi una fantasia" – quanto mai appropriato vista la particolare struttura, ben diversa da una tipica sonata ottocentesca.
I quattro movimenti che la compongono sono i seguenti:
1. Andante – Allegro – Tempo I – attacca:
2. Allegro molto e vivace (in Do minore) – attacca:
3. Adagio con espressione (in La bemolle maggiore) – attacca:
4. Allegro vivace

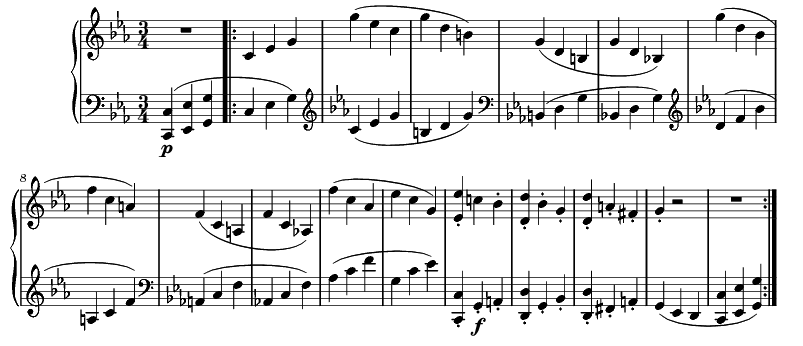
Il tema del secondo movimento (Allegro molto e vivace)

Il termine posto alla fine di ogni tempo ("attacca") sta ad indicare che l'opera deve essere eseguita senza pause tra un movimento e l'altro. Si tratta di una sonata fortemente unitaria, anche sul piano armonico, nonostante l'elevato frazionamento dei movimenti che la compongono.
Il primo di essi può essere inquadrato senza grandi difficoltà nella tipica struttura del Rondò ABACA, dove A corrisponde al tema esposto fin dalla prima battuta (Andante), mentre la sezione C corrisponde ad un breve ed energico Allegro.

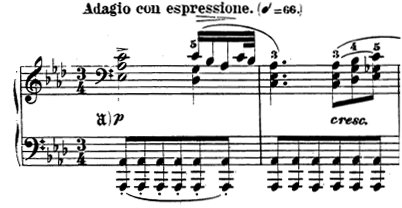
Terzo movimento: Adagio con espressione

Vero e proprio scherzo, con un tema inquieto e ricco di pathos, l'Allegro molto e vivace in Do minore è l'unico movimento ad avere una collocazione ben definita all'interno di questa sonata.
Segue quello che talvolta viene identificato più come introduzione al finale anziché come movimento a sé stante: l'Adagio con espressione. Effettivamente il suo carattere espressivo e profondo sfocia senza alcuna difficoltà nel conclusivo Allegro. Tuttavia quest'ultimo, proprio durante la massima tensione, viene bruscamente smorzato dal ritorno dell'Adagio, ancora più conciso delle 26 battute in cui è precedentemente racchiuso.
Chiude la sonata una rapida e perentoria coda infuocata (Presto).

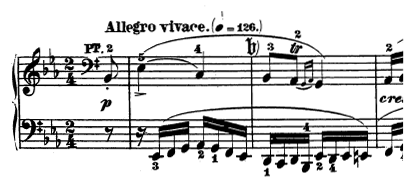
Quarto movimento: Allegro vivace

## Analisi del Primo movimento
Il primo movimento della tredicesima sonata per pianoforte di Beethoven (numero 1 dell'opera 27) è un ”Andante” in tempo quattro quarti (o tempo tagliato) nella tonalità di base di mi bemolle maggiore. La struttura è quella di un Lied tripartito: (1) presentazione del tema con sviluppo (Andante) – (2) sezione centrale (Allegro) – (3) ripresa del tema (Tempo I). In altre parole la struttura è la classica forma “ABA” In realtà questo primo tempo ”non ha un carattere formale spiccato” per cui potrebbe essere considerato anche un Rondò (l'Allegro è l'Episodio centrale). Non sempre è possibile inquadrare le opere di un grande artista come Beethoven in schemi rigidamente precostituiti.

### Presentazione del tema
Il Tema è formato da due regolari frasi di 8 misure ciascuna. In realtà le frasi sono due da 4 misure ma vengono suonate due volte. La prima frase inizia sulla tonica (mi bemolle maggiore), nella parte centrale modula verso la settima di dominante per poi chiudersi regolarmente con una cadenza perfetta (dominante-tonica) sul mi bemolle maggiore. La voce inferiore propone prima una scaletta ascendente, poi discendente e alla fine una doppia scaletta: prima ascendente e poi discendente per dare una conclusione alla frase.[batt. 1-4]
La seconda frase del tema accentua ulteriormente la tensione armonica con le prime due battute terminanti sulla settima di dominante per poi chiudere definitivamente il periodo sulla tonica. [batt. 5-8]
Segue un breve sviluppo di una dozzina di misure. In realtà più che uno sviluppo è un ”diversivo tematico” contribuendo ”maggiormente a determinare l'inconsistenza formale” di questo tempo. Le prime quattro misure presentano quindi una “seconda idea” (o ”ampia linea cantabile”) sostenuta da un regolare decorso armonico (tonica/mi b magg. – settima di dominante/si b magg. 7a - tonica/mi b magg.). [bat. 10-13]
Solamente nella codetta di questa seconda idea (battute 15 – 22) vengono riprese le scalette ascendenti/discendenti di supporto al Primo Tema, collegandosi così alla successiva Ripresa del Primo Tema a misura 23. [batt. 20-23]
La Ripresa ripresenta l'esatta struttura del Tema com'è stato presentato all'inizio con la differenza che le ripetizioni sono scritte per esteso e progressivamente sempre più decorate.

### Sezione centrale (Allegro)
L'Allegro della sezione centrale contrasta decisamente con la parte precedente. Il contrasto è netto: stile – tempo – tonalità – dinamica. La tonalità è do maggiore in tempo sei ottavi e la forma è binaria: (1) presentazione del tema e (2) codetta o breve sviluppo. Il Tema consiste di 8 regolari misure ripetute (battute 39 - 47). Le prime quattro (battute 39 – 43) possono essere suddivise in due parti. Nella prima parte degli arpeggi brillanti (”forte e non legato”) si chiudono su un motivo in staccato e subito piano. Qui l'armonia passa dalla tonica (primo grado – do maggiore) alla dominante (quinto grado – sol maggiore settima). Nella seconda parte (le altre due misure) viene ripetuto lo stesso disegno melodico ma con l'armonia “rovesciata”: dal quinto grado (sol maggiore) si ritorna al primo grado (do maggiore). [batt. 39-43]
Le ultime quattro misure del tema (battute 43 -47) consistono in una serie di scale discendenti: prima in legato e crescendo e poi in non legato e subito piano per concludere definitivamente sulla tonica.

La prima parte dello sviluppo di questo tema (battute 48 - 56) inizia su un pedale di dominante (sol maggiore) e propone per quattro misure la figura iniziale del tema (l'arpeggio brillante ”forte e non legato” della battuta 40). Le quattro misure successive ripropongono le figure discendenti della seconda parte del tema concludendo con una cadenza IV – V – I  [batt. 48-56]
Lo sviluppo si conclude riproponendo le misure 48 – 52 senza modifiche e abbassando di un semitono la seconda parte rientrando quindi nella tonalità d'impianto (mi bemolle maggiore) per concludere con un accordo di settima di dominante (si bemolle maggiore 7a), preparazione al ritorno del tema iniziale.

### Ripresa del tema (Tempo I)
La ripresa del primo tema non aggiunge nulla di nuovo se non lo scambio di alcune figurazione tra i due registri (soprano e basso) nelle ripetizioni delle frasi e una coda di 8 misure dove alcuni accordi (settima di tonica/mi bemolle maggiore 7a – sottodominante/la bemolle maggiore – sensibile/re minore 5a diminuita) su un pedale di tonica chiudono il movimento.

### Schema riassuntivo
| Parte                                                      | Sezione  | Sottosezione                           | Grado                                       | Tonalità                        | Battute:da-a |
| ---------------------------------------------------------- | -------- | -------------------------------------- | ------------------------------------------- | ------------------------------- | ------------ |
| Presentazione del tema [mi b magg. = tonica del movimento] | Tema     | Prima frase                            | I (tonica)                                  | mi b magg.                      | 1 - 4        |
| Presentazione del tema [mi b magg. = tonica del movimento] | Tema     | Seconda frase                          | V (dom.) → I (tonica)                       | si b magg. 7a → mi b magg.      | 5 - 9        |
| Presentazione del tema [mi b magg. = tonica del movimento] | Sviluppo | Idea secondaria                        | I (tonica)                                  | mi b magg.                      | 10 - 14      |
| Presentazione del tema [mi b magg. = tonica del movimento] | Sviluppo | Codetta                                |                                             |                                 | 15 - 22      |
| Presentazione del tema [mi b magg. = tonica del movimento] | Ripresa  | Prima frase                            | I (tonica)                                  | mi b magg.                      | 23 - 30      |
| Presentazione del tema [mi b magg. = tonica del movimento] | Ripresa  | Seconda frase                          | V (dom.) → I (tonica)                       | si b magg. 7a → mi b magg.      | 31 - 38      |
| Sezione centrale (Allegro) [do magg. = nuova tonica]       | Tema     | Prima frase                            | I (tonica) → V (domin.) → I (tonica)        | do magg. → sol magg. → do magg. | 39 - 43      |
| Sezione centrale (Allegro) [do magg. = nuova tonica]       | Tema     | Seconda frase                          | → V (domin.)                                | → sol magg.                     | 44 - 47      |
| Sezione centrale (Allegro) [do magg. = nuova tonica]       | Sviluppo | Prima frase                            | V (domin.)                                  | sol magg.                       | 48 - 52      |
| Sezione centrale (Allegro) [do magg. = nuova tonica]       | Sviluppo | Seconda frase                          | IV (sottodom.) → V (domin.) → I (tonica)    | fa magg. → sol magg. → do magg. | 53 - 56      |
| Sezione centrale (Allegro) [do magg. = nuova tonica]       | Sviluppo | Ripetizione delle due frasi precedenti | → I (tonica iniziale) → V (domin. Iniziale) | → mi b magg. → si b magg. 7a    | 57 -66       |
| Ripresa del tema (Tempo I)                                 | Tema     | Prima frase                            | I (tonica)                                  | mi b magg.                      | 67 - 74      |
| Ripresa del tema (Tempo I)                                 | Tema     | Seconda frase                          | V (dom.) → I (tonica)                       | si b magg. 7a → mi b magg.      | 75 - 82      |
| Ripresa del tema (Tempo I)                                 | Tema     | Coda finale                            | I (tonica)                                  | mi b magg.                      | 83 - 90      |

## Analisi del Secondo movimento
Il secondo movimento è un ”Allegro molto e vivace” in tempo tre quarti nella tonalità di base di do minore. La struttura è quella classica dello Scherzo: Scherzo (Tema e Sviluppo) – Trio (Tema e Sviluppo) – Ripresa dello Scherzo

### Scherzo
La forma dello Scherzo è binaria (Tema e Sviluppo) impostata su tre frasi: (1) esposizione del tema (16 battute); (2) breve sviluppo (8 battute); (3) ripresa del tema (16 battute). Le due parti principali (Tema e Sviluppo) vengono ripetute (tramite il segno di ritornello). Il tema è basato su un ritmo incessante di tre/quarti. La cellula di base consiste in tre semiminime arpeggiate e legate. L'armonia “muove” dalla tonica alla dominante minore. Spesso negli scherzi beethoveniani, come i questo caso, si alternano battute ”forti e deboli” si ha cioè un ritmo di due battute. [batt. 1-17]
Il breve Sviluppo non introduce nessuna nuova figura musicale. Abbiamo solamente un usuale “giro armonico” per quei tempi: dalla dominante (do) del IV grado (fa) si procede al IV grado (fa) e dalla dominante (sol) del I grado (do) si procede al I grado (do). [batt. 20-26]
La terza frase, ossia la ripresa del Tema dello Scherzo procede simmetricamente rispetto alla prima frase. Unica differenza: nel finale la dominante risolve sulla tonica.

### Trio
Anche il Trio è bipartito (o forma binaria): (1) esposizione del tema e (2) sviluppo. Il tema (semplicissimo) si basa più che altro su un gioco di accenti spostati: nella prima parte la mano destra è in sincronia con gli accordi ribattuti della mano sinistra, nella seconda parte la melodia (una scala ascendente basati sulle note dell'accordo della mano sinistra) suona in modo sincopato. L'armonia (anche questa semplice) va dal la bemolle maggiore al mi bemolle maggiore. [batt. 46-60]
Nello sviluppo il ritmo cambia ancora (è vuoto solamente il primo quarto), mentre l'armonia è fissata (per ben 18 battute) sulla settima di dominante di la bemolle maggiore (ossia mi bemolle maggiore 7a) per poi (nell'ultima battuta) risolversi sul bemolle maggiore. [batt. 73-80]

### Ripresa dello Scherzo
La ripresa dello Scherzo si presenta con la prima frase inalterata rispetto all'esposizione. Dalla ripetizione in poi (scritta per esteso) la mano destra è in ritardo di un ottavo creando così un effetto tipo ”rubato”. [batt. 93-102]
Lo Sviluppo prosegue con il tempo rubato senza aggiungere nulla rispetto all'esposizione iniziale fino alle ultime battute prima della coda dove avviene una modulazione alla dominante maggiore (sol maggiore). Il movimento termina con una coda (battute 137 – 149) basata sostanzialmente su un pedale di do maggiore.

### Schema riassuntivo
| Parte   | Sezione                | Sottosezione            | Grado                                      | Tonalità                               | Battute:da-a |
| ------- | ---------------------- | ----------------------- | ------------------------------------------ | -------------------------------------- | ------------ |
| Scherzo | Esposizione del tema   |                         | I (tonica) → V (dominante)                 | do min. → sol min.                     | 1 - 19       |
| Scherzo | Sviluppo               | Sviluppo vero e proprio | da V del IV al IV → dal V del I al I       | do → fa → sol → do                     | 20 - 26      |
| Scherzo | Sviluppo               | Ripresa dello Scherzo   | I (tonica) → V (dominante)                 | do min. → sol min.                     | 27 - 45      |
| Trio    | Esposizione del tema   |                         | I (tonica) → V (dominante)                 | la bemolle magg. → mi bemolle magg.    | 46 - 62      |
| Trio    | Sviluppo               |                         | V 7 (settima di dominante) → I (tonica)    | mi bemolle magg. 7a → la bemolle magg. | 63 - 80      |
| Scherzo | Esposizione del tema   |                         | I (tonica) → V (dominante)                 | do min. → sol min.                     | 81 - 113     |
| Scherzo | Sviluppo e coda finale | Sviluppo vero e proprio | da V del IV al IV → dal V del I al I       | do → fa → sol → do                     | 113 - 121    |
| Scherzo | Sviluppo e coda finale | Ripresa dello Scherzo   | I (tonica minore) → V (dominante maggiore) | do min. → sol magg.                    | 122 - 136    |
| Scherzo | Sviluppo e coda finale | Coda finale             | I (tonica maggiore)                        | do magg.                               | 137 -149     |

## Analisi del Terzo movimento
Il terzo movimento è in forma Lied (A – B – A), praticamente senza sviluppo. Si tratta di un ”Adagio con espressione” in tempo tre quarti nella tonalità di base di la bemolle maggiore. Questo breve movimento può essere diviso in quattro parti: (1) esposizione del tema, (2) sezione centrale (con una nuova figurazione musicale), (3) ripresa del tema e alla fine (4) coda e preparazione cadenzale per l'entrata dell'ultimo movimento.

Il tema consiste in una melodia esposta nella tonica (la bemolle maggiore) in 8 misure e conclusa con una semicadenza (→ dominante = mi bemolle maggiore). Nella zona centrale (momento culminante dell'arco espressivo del tema) la melodia si appoggia sulla dominante (mi bemolle maggiore) per poi tornare subito sulla tonica. [batt. 1-8]
La sezione centrale presenta una nuova figurazione (sempre nelle 8 battute regolari) alla dominante e in conclusione con una cadenza perfetta alla tonica [batt. 8-11]
A battuta 17 viene ripreso il tema del Lied alla tonica (la bemolle maggiore) a cui fa seguito una coda di 3 battute composta da una scala ascendente di centoventottesimi e da due trilli e infine da una breve cadenza che dalla sopratonica (si bemolle) per semitoni scende alla tonica (la bemolle).

### Schema riassuntivo
| Parte                | Grado         | Tonalità            | Battute:da-a |
| -------------------- | ------------- | ------------------- | ------------ |
| Esposizione del tema | I (tonica)    | la bemolle maggiore | 1 - 8        |
| Sezione centrale     | V (dominante) | mi bemolle maggiore | 8 - 16       |
| Ripresa del tema     | I (tonica)    | la bemolle maggiore | 17 - 24      |
| Coda                 |               |                     | 24 - 26      |

## Analisi del Quarto movimento
Il quarto movimento è un ”Allegro vivace” in tempo due quarti nella tonalità di base di mi bemolle maggiore. La struttura è originale e senz'altro beethoveniana: (1) Allegro vivace – (2) Adagio (quello del terzo movimento) – (3) e un finale Presto. L'Allegro vivace è in forma di Rondò con tre esposizioni del tema. In realtà è un Rondò-sonata.

### Allegro vivace – Rondò
Il tema del Rondò è presentato su due frasi (domanda e risposta): la prima frase si chiude sulla dominante (si bemolle), la seconda sulla tonica (mi bemolle). In questo tema si individuano due “elementi generatori”: lo slancio iniziale in anacrusi (sarà continuamente presente nel successivo sviluppo del tema) e le semicrome prima della mano sinistra e poi anche della destra (faranno da base ai tre episodi intermedi o transizioni). [batt. 1 – 9]
Seguono cinque brevi frasi di chiusura del tema (o anche di elaborazione delle idee proposte nel tema). Le prime quattro frasi (molto simili tra di loro) ognuna formata da 4 misure (I: 10-13, II: 14-17, III: 18-21 e IV: 22-25) non fanno altro che riproporre gli elementi generatori del tema nell'ambiente armonico della dominante: [batt, 10-13]
La quinta frase conclusiva (battute 26 -36) chiude definitivamente l'area del tema del Rondò.

A battuta 36 inizia la Prima Transizione (o Episodio intermedio) del Rondò che dopo 20 battute presenta una nuova figurazione alla dominante. [batt. 55-60]
Come spesso accade in Beethoven le ”elaborazioni costruttive” dei vari movimenti risentono in qualche modo della forma di sonata. In questo caso questa nuova figurazione può essere considerata come Seconda idea in quanto appare la prima volta nella dominante; nella zona centrale del Rondò (che in questo caso può essere considerato uno Sviluppo di forma-sonata) non appare affatto; mentre nella terza parte del Rondò (la Ripresa secondo la forma-sonata) ricompare ma alla tonica (come previsto dalle norme).

A misura 81 inizia la seconda esposizione del Rondò (o fase di Sviluppo della forma-sonata). Questo inizio è contrassegnato da un pedale di dominante (si bemolle), ma in realtà il tema si sviluppa sempre alla tonica. Anche le frasi seguenti non presentano significative modifiche; mentre l'episodio di transizione appare con nuove figurazioni. Non viene presentato il secondo tema e al suo posto abbiamo un ”elaborato ritorno del primo tema” (battute 140-167).

A misura 168 inizia la terza esposizione del Rondò (o Ripresa della forma-sonata). L'unica differenza si ha nel ritorno del Secondo tema alla dominante come previsto dalla forma-sonata. Alla fine il Rondò si chiude con un accordo di dominante.

### Adagio con espressione/Presto
Nella seconda parte di quest'ultimo movimento viene ripreso il tema dell'”Adagio con espressione”. Cambia il tempo in tre quarti e la tonalità: quella della tonica (mi bemolle maggiore) invece della sottodominante (la bemolle maggiore) della prima volta. Vengono esposte solamente le prime 10 misure del movimento che si presenta abbastanza variato (in realtà questa esposizione è più vicina alla Ripresa del tema a battuta 17 e seguenti del Terzo movimento).

Un arpeggio discendente di semicrome con cadenza finale prepara l'entrata del ”Presto” nella tonica. Ultime 20 misure di chiusura di tutta la sonata. Il tema si basa sull'elemento iniziale del Rondò.

### Schema riassuntivo
| Parte                  | Sezione                         | Sottosezione            | Grado                      | Tonalità                | Battute:da-a |
| ---------------------- | ------------------------------- | ----------------------- | -------------------------- | ----------------------- | ------------ |
| Rondò-Esposizione      | Esposizione del tema            | Tema: frase di domanda  | I (tonica) → V (dominante) | mi b → si b             | 1 - 5        |
| Rondò-Esposizione      | Esposizione del tema            | Tema: frase di risposta | I (tonica)                 | mi b magg.              | 5 -9         |
| Rondò-Esposizione      | Esposizione del tema            | Codetta: frase 1        | V (dominante)              | si b                    | 10 - 13      |
| Rondò-Esposizione      | Esposizione del tema            | Codetta: frase 2        | V (dominante)              | si b                    | 14 - 17      |
| Rondò-Esposizione      | Esposizione del tema            | Codetta: frase 3        | V (dominante)              | si b                    | 18 - 21      |
| Rondò-Esposizione      | Esposizione del tema            | Codetta: frase 4        | V (dominante) → I (tonica) | si b → mi b             | 22 - 25      |
| Rondò-Esposizione      | Esposizione del tema            | Conclusione             | I (tonica)                 | mi b magg.              | 25 -36       |
| Rondò-Esposizione      | Episodio intermedio/Transizione |                         |                            |                         | 36 - 56      |
| Rondò-Esposizione      | Secondo Tema                    |                         | V (dominante)              | si b magg.              | 37 - 80      |
| Rondò-Sviluppo         | Esposizione/Sviluppo del tema   | Tema: frase di domanda  | I (tonica) → V (dominante) | mi b → si b             | 81 - 86      |
| Rondò-Sviluppo         | Esposizione/Sviluppo del tema   | Tema: frase di risposta | I (tonica)                 | mi b magg.              | 86 - 90      |
| Rondò-Sviluppo         | Esposizione/Sviluppo del tema   | Codetta: frase 1        | V (dominante)              | si b                    | 91 - 94      |
| Rondò-Sviluppo         | Esposizione/Sviluppo del tema   | Codetta: frase 2        | V (dominante)              | si b                    | 95 - 98      |
| Rondò-Sviluppo         | Esposizione/Sviluppo del tema   | Codetta: frase 3        | V (dominante)              | si b                    | 99 - 102     |
| Rondò-Sviluppo         | Esposizione/Sviluppo del tema   | Codetta: frase 4        | V (dominante)              | si b                    | 103 - 106    |
| Rondò-Sviluppo         | Episodio intermedio/Transizione |                         |                            |                         | 107 - 139    |
| Rondò-Sviluppo         | Ponte modulante                 |                         | V (dominante)              | si b magg.              | 140 - 167    |
| Rondò-Ripresa          | Esposizione/Ripresa del tema    | Tema: frase di domanda  | I (tonica) → V (dominante) | mi b → si b             | 168 - 171    |
| Rondò-Ripresa          | Esposizione/Ripresa del tema    | Tema: frase di risposta | I (tonica)                 | mi b magg.              | 171 - 175    |
| Rondò-Ripresa          | Esposizione/Ripresa del tema    | Codetta: frase 1        | V (dominante)              | si b                    | 176 - 179    |
| Rondò-Ripresa          | Esposizione/Ripresa del tema    | Codetta: frase 2        | V (dominante)              | si b                    | 180 - 183    |
| Rondò-Ripresa          | Esposizione/Ripresa del tema    | Codetta: frase 3        | V (dominante)              | si b                    | 184 - 187    |
| Rondò-Ripresa          | Esposizione/Ripresa del tema    | Codetta: frase 4        | V (dominante) → I (tonica) | si b → mi b             | 188 - 191    |
| Rondò-Ripresa          | Esposizione/Ripresa del tema    | Conclusione             | I (tonica)                 | mi b magg.              | 192 -204     |
| Rondò-Ripresa          | Episodio intermedio/Transizione |                         |                            |                         | 205 - 224    |
| Rondò-Ripresa          | Secondo Tema                    |                         | I (tonica) → V (dom.)      | mi b magg. → si b magg. | 225 - 256    |
| Adagio con espressione |                                 |                         | I (tonica)                 | mi b magg.              | 256 -266     |
| Presto                 |                                 |                         | I (tonica)                 | mi b magg.              | 267 -286     |